# ۲+۲ (فیلم)
۲+۲ (اسپانیایی: Dos más dos‎) یک فیلم است که در سال ۲۰۱۲ منتشر شد.